# Mulackritze

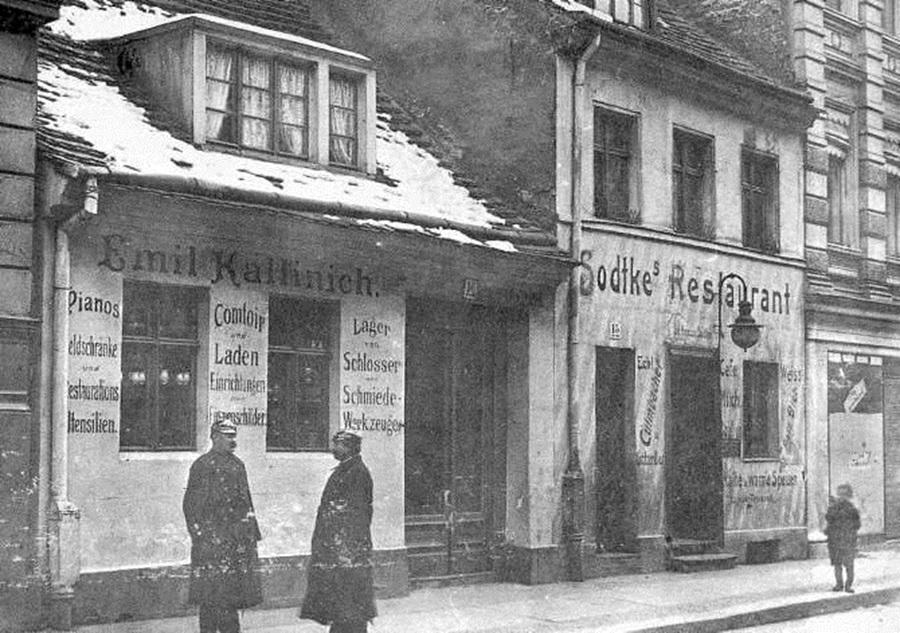
Abschnitt der Mulackstraße mit Sodtkes Restaurant

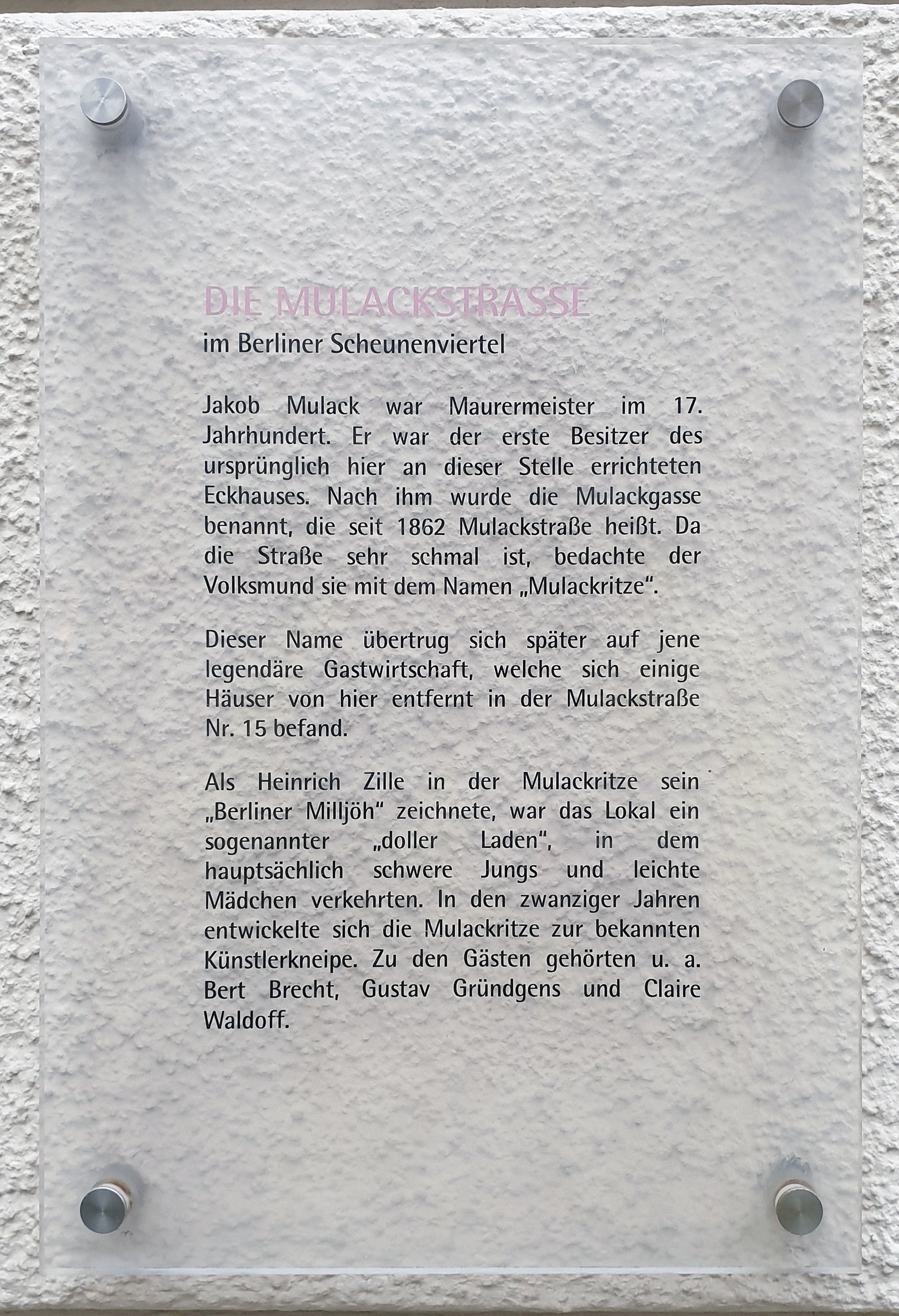
Gedenktafel am Haus, Mulackstraße 1, in Berlin-Mitte

Die Mulackritze (kurz Ritze genannt, offiziell: Sodtkes Restaurant) war in den 1920er Jahren eine bekannte Gaststätte in der Mulackstraße 15 im ehemaligen Scheunenviertel des heutigen Berliner Ortsteils Mitte. Die Mulackritze wird auch als eine „Zille-Kneipe“ bezeichnet. Der Name rührt wahrscheinlich vom Zille-Milieu her.
Zu den Stammgästen zählten unter anderem die Schauspieler Gustaf Gründgens, Marlene Dietrich und Claire Waldoff. Neben Persönlichkeiten aus dem kulturellen Leben Berlins verkehrten hier auch Personen aus der Berliner Unterwelt, wie der Gangster Adolf Leib, Chef des Ringvereins Immertreu.
Die Mulackritze wurde 1951 geschlossen und 1964 abgerissen. Charlotte von Mahlsdorf rettete die Inneneinrichtung vollständig, transportierte die Möbel mit einem Handwagen von Mitte nach Mahlsdorf und baute sie im Souterrain des Gründerzeitmuseums wieder auf. Anstelle des alten Gebäudes wurde in der Mulackstraße in Mitte ein Neubau errichtet.
Die im Gründerzeitmuseum noch vollständig erhaltene Inneneinrichtung der Mulackritze stellt heute die einzige noch erhaltene Zille-Kneipe Berlins dar und ist für den Besucherverkehr zugänglich. Theaterstücke aus dem Milieu nach Gerhard Pagel, dem Mann von Lotte Pritzel, werden regelmäßig aufgeführt. Ein besonderer Anziehungspunkt ist die ebenfalls komplett erhaltene „Hurenstube“, ein Hinterzimmer der Mulackritze.

## Sonstiges
Die Mulackritze dient in dem Film Sass als Treffpunkt der Protagonisten.